# توني جاروس
توني جاروس (بالإنجليزية: Tony Jaros)‏ مواليد 22 فبراير 1920 - الوفاة 22 أبريل 1995، كان لاعب كرة سلة أمريكي. بدأ مسيرته الاحترافية في سنة 1946. بلغ طوله 6 قدم 3 بوصة (1.9 م). اعتزل اللعب في 1951. فاز بلقب دوري إن بي إيه. لعب مع شيكاغو ستايغس ولوس أنجلوس ليكرز.

## روابط خارجية
- توني جاروس على موقع إن بي أي (الإنجليزية)
- توني جاروس على موقع سبورتس رفرنس (الإنجليزية)
- توني جاروس على موقع ريلجم (الإنجليزية)
- توني جاروس على موقع بروبوليرز (الإنجليزية)
- توني جاروس على موقع سبورتس رفرنس (الإنجليزية)